# Sinfonia n. 5 (Prokof'ev)
La Quinta sinfonia in Si bemolle maggiore op. 100 è stata scritta da Sergej Sergeevič Prokof'ev nell'estate del 1944, in un solo mese.

## Storia
Prokof'ev passò l'estate del 1944 con la compagna Mira Mendelssohn a Ivanovo, a 300 km. a nord di Mosca. Qui, nella casa messa a disposizione dall'Unione dei compositori sovietici, si ritrovò con molti altri musicisti, fra cui Šostakovič e Chačaturjan. Prokof'ev, come i suoi colleghi, passava il tempo a passeggiare, discutere, ma anche a comporre.

Il musicista aveva scritto la sua ultima sinfonia, la Quarta op. 47, nel 1930 con un risultato deludente; passarono infatti ben 14 anni prima che si riaccostasse a questo genere musicale. La Quinta sinfonia venne composta di getto, in un solo mese; Prokof'ev scriveva la partitura abitualmente su due pentagrammi in modo che fosse possibile suonarla al pianoforte; in un secondo tempo egli si dedicava alla strumentazione, anche se apponeva già indicazioni in merito sulla partitura già scritta. Questa prima stesura venne eseguita al pianoforte da Prokof'ev il 14 agosto nella sala comune di fronte ai suoi colleghi musicisti ottenendo subito un consenso unanime.

Realizzata in un momento storico particolare, egli dichiarò che la sinfonia era da lui intesa come "un inno all'Uomo libero e felice, alle sue potenti forze, al suo spirito puro e nobile." E aggiunse anche: "non posso dire che io abbia deliberatamente scelto questo tema. È nato in me, e ha richiesto di essere espresso. La musica è maturata dentro di me. Ha colmato la mia anima."

### Prima esecuzione
La sinfonia fu eseguita per la prima volta il 13 gennaio del 1945, nella Sala Grande del Conservatorio di Mosca dall'Orchestra Sinfonica di Stato dell'URSS diretta da Prokof'ev stesso. Il giorno della prima, quando il musicista stava per dare l'attacco all'orchestra, un funzionario annunciò che l'Armata rossa aveva varcato la Vistola e marciava su Berlino. Questo episodio fece casualmente diventare la Quinta sinfonia come la sinfonia della vittoria per l'Unione sovietica. L'opera ricevette un grande successo e la sinfonia è tuttora uno dei lavori più popolari del compositore. Nel novembre dello stesso anno Sergej Aleksandrovič Kusevickij e la Boston Symphony Orchestra presentarono la partitura in America, e successivamente  ne fecero la prima registrazione alla Symphony Hall di Boston il 6 e il 7 febbraio 1946 per la RCA Victor, usando un nuovo procedimento di elaborazione ottica introdotto dalla RCA nel 1941; fu inizialmente distribuita in 78 giri, poi in LP e in CD.

## Struttura
L'opera è in quattro movimenti, per una durata complessiva di 40-45 minuti:
1. Andante (Si bemolle maggiore)
2. Allegro marcato (Re minore)
3. Adagio (Fa maggiore)
4. Allegro giocoso (Si bemolle maggiore)

## Analisi
La sinfonia si svolge nei quattro tempi canonici, ma i movimenti lenti, o moderati, sono invertiti rispetto all'uso tradizionale.
 Il primo tempo, Andante, è costruito sulla base della classica forma-sonata. Il primo tema esposto è calmo e sereno in Si bemolle maggiore e sostenuto nella parte bassa da una tonalità di Mi naturale che invece di contrastare quella principale riesce a conferire un tono in realtà più maestoso alla partitura. Il secondo tema è più animato ed è enunciato dagli archi; viene poi coinvolto in un'elaborata sezione di sviluppo sempre più concitata che propone a tratti richiami al sinfonismo di Gustav Mahler. Viene ripreso quindi il tema principale con un fortissimo e il movimento si conclude con un'elettrizzante coda, sottolineata dal rullo dei tamburi, dal suono dei piatti e dagli echeggianti colpi di gong.
 Il secondo movimento, Allegro marcato, è uno Scherzo con Trio che contrasta notevolmente col tempo precedente ed è il più caratteristico di questa sinfonia. Qui ritroviamo uno degli aspetti peculiari della musica di Prokof'ev, quello ironico e grottesco che tramuta il tono sereno e ampio della prima parte in uno sberleffo sarcastico; la partitura diviene un continuo alternarsi di trovate, sempre accompagnate dall'ostinato dei bassi; si passa dalla musica bandistica a motivi militareschi sottolineati dall'insistente ritmo della batteria, quasi una lontana eco di guerra trasfigurata in modo grottesco. Nella parte centrale il ritmo veloce si allenta per lasciar dialogare più melodicamente i violoncelli, gli oboi e i clarinetti, accompagnati dal glissando dei violini; il ritmo poi riprende rapidissimo fino alla conclusione.

Nel terzo movimento, Adagio, la concitazione forsennata dell'Allegro cede il posto a un tempo lento e sognante, pieno di nostalgia; il brano si apre con una melodia dei clarinetti accompagnati dagli archi che eseguono arabeschi; la dolcezza distesa dell'inizio lascia poco a poco spazio a note più tese che giungono a momenti drammatici espressi dalle note più basse dell'orchestra. La parentesi di cupezza si dissolve e permette che la musica ritorni a una lirica tranquillità.
               Il finale, Allegro giocoso, inizia con una lenta introduzione dei violoncelli che richiama elementi del primo tema dell'Andante introduttivo, per poi mutare in un rondò che si riallaccia all'allegria giocosa del secondo tempo Il tema principale cede il passo a due episodi più calmi, uno è suonato dal flauto, l'altro è un momento concertante delle varie parti dell'orchestra; inizialmente la musica ha un tono sommesso per poi animarsi e giungere a un crescendo finale.

## Strumentazione
La sinfonia prevede il seguente organico:
Legni
- Ottavino
- 2 Flauti
- 2 Oboi
- Corno inglese
- Clarinetto soprano in mi bemolle
- 2 Clarinetti
- Clarinetto basso
- 2 Fagotti
- Controfagotto

Ottoni
- 4 Corni
- 3 Trombe
- 3 Tromboni
- Tuba

Percussioni
- Timpani
- Grancassa
- Rullante
- Piatti
- Triangolo
- Tamburello basco
- Gong
- Woodblock

Cordofoni
- Pianoforte
- Arpa

Archi
- Violini (primi e secondi)
- Viole
- Violoncelli
- Contrabbassi

## Incisioni
| Orchestra                                             | Direttore              | Casa discografica               | Anno di registrazione | Formato         |
| ----------------------------------------------------- | ---------------------- | ------------------------------- | --------------------- | --------------- |
| Boston Symphony Orchestra                             | Serge Koussevitzky     | RCA, Dutton                     | 1946                  | LP/CD           |
| Orchestra di Filadelfia                               | Eugene Ormandy         | Columbia                        | 1958                  | LP              |
| Philharmonia Orchestra                                | Thomas Schippers       | Angel, Medici Masters           | 1957                  | LP/CD           |
| Orchestre de la Société des Concerts du Conservatoire | Jean Martinon          | RCA, Vox                        | 1959                  | LP/CD           |
| Orchestra di Cleveland                                | George Szell           | Sony                            | 1959                  | LP/CD           |
| Boston Symphony Orchestra                             | Erich Leinsdorf        | RCA                             | 1963                  | LP/CD           |
| New York Philharmonic                                 | Leonard Bernstein      | Sony                            | 1966                  | LP/CD           |
| Berliner Philharmoniker                               | Herbert von Karajan    | Deutsche Grammophon             | 1968                  | LP/CD           |
| Orchestra filarmonica di Leningrado                   | Evgeny Mravinsky       | Russian Disc, Leningrad Masters | 1968                  | CD              |
| Orchestra filarmonica di Leningrado                   | Gennadi Rozhdestvensky | BBC                             | 1971                  | CD              |
| Concerts Colonne Orchestra                            | Jascha Horenstein      | Vox                             | 1972                  | CD/LP           |
| Moscow Radio Symphony Orchestra                       | Gennadi Rozhdestvensky | Melodiya                        | 1975                  | LP              |
| Philadelphia Orchestra                                | Eugene Ormandy         | RCA                             | 1975                  | CD (Japan only) |
| London Symphony Orchestra                             | Walter Weller          | Decca                           | 1976                  | CD              |
| Orchestra Filarmonica Ceca                            | Zdeněk Košler          | Supraphon                       | 1979                  | CD              |
| Orchestra reale del Concertgebouw                     | Vladimir Ashkenazy     | Decca                           | 1985                  | CD              |
| Royal Scottish National Orchestra                     | Neeme Järvi            | Chandos                         | 1985                  | CD              |
| Orchestra filarmonica di Leningrado                   | Mariss Jansons         | Chandos                         | 1987                  | CD              |
| Orchestra Filarmonica di Mosca                        | Dmitrij Kitaenko       | RCA                             | 1987                  | CD              |
| Orchestre National de France                          | Mstislav Rostropovich  | Erato                           | 1988                  | CD              |
| Orchestra Filarmonica Slovacca                        | Stephen Gunzenhauser   | Naxos                           | 1989                  | CD              |
| Berliner Philharmoniker                               | Seiji Ozawa            | Deutsche Grammophon             | 1990                  | CD              |
| Philadelphia Orchestra                                | Riccardo Muti          | Philips                         | 1990                  | CD              |
| Orchestra filarmonica di San Pietroburgo              | Yuri Temirkanov        | RCA                             | 1991                  | CD              |
| Chicago Symphony Orchestra                            | James Levine           | Deutsche Grammophon             | 1992                  | CD              |
| City of Birmingham Symphony Orchestra                 | Simon Rattle           | EMI                             | 1992                  | CD              |
| National Symphony Orchestra of Ukraine                | Theodore Kuchar        | Naxos                           | 1995                  | CD              |
| London Symphony Orchestra                             | Valery Gergiev         | Philips                         | 2004                  | CD              |